# The Communicator
The Communicator is de achtste aflevering van het tweede seizoen van de Amerikaanse sciencefictiontelevisieserie Star Trek: Enterprise. Het is de 33e aflevering van de serie, voor het eerst uitgezonden in 2002.

## Verhaal
Tijdens een verkenningsmissie op een vreemde planeet door een aantal bemanningsleden van de USS Enterprise, laat luitenant Malcolm Reed per ongeluk zijn communicatie-apparaat achter, een klein uitklapbaar apparaat waarmee bemanningsleden met elkaar kunnen communiceren als ze buiten gehoorsafstand van elkaar zijn (een moderne portofoon). Als kapitein Jonathan Archer en Reed terugkeren naar de planeet om het apparaatje op te halen, worden ze gesnapt en gearresteerd. Tijdens de arrestatie wordt andere technologie van de personeelsleden buitgemaakt, waaronder een faser. Dit veroorzaakt grote problemen, zowel voor de veiligheid van Archer en Reed en omdat de planeet in kwestie vergeleken met de Aarde technologisch minder ontwikkeld is. 

Als overste T'Pol zich zorgen begint te maken omdat het tweetal niet terugkeert, roept ze hen op via de communicator. Het probleem is echter, dat degenen die het apparaat hebben hem af horen gaan. Het wordt vermoed dat het tweetal lid is van een vijandige groep van de militairen die hen gearresteerd hebben. Bij de gewelddadige ondervraging die volgt blijkt echter dat de uiterlijke kenmerken die door middel van plastische chirurgie waren aangebracht om hen op de aliens te doen lijken nep zijn, en zij ook rood bloed hebben (dit blijkbaar in tegenstelling tot de aliens). Terwijl de situatie op de planeet steeds nijpender wordt, wordt op de Enterprise een reddingsactie opgezet, met onder een andere een klein ruimteschip van de Suliban. 

Uiteindelijk worden Archer en Reed ter dood veroordeeld. De aliens denken dat zij soldaten van de vijand zijn, die via genetische modificatie hun andere kenmerken hebben. Zodra T'Pol hierachter komt, wordt de reddingsmissie versneld. Uiteindelijk weten ze de twee succesvol uit de armen van de vijand te bevrijden. Als iedereen weer op het schip is, wordt echter wel duidelijk dat ze duidelijk hun sporen hebben nagelaten op de planeet. De militairen denken namelijk onterecht dat hun tegenstanders veel geavanceerdere technologie hebben dan zijzelf.

## Achtergrondinformatie
- Deze aflevering gaat indirect over de in 2152 nog niet bestaande Eerste Richtlijn van de Verenigde Federatie van Planeten, die onder meer stelt dat geen technologie geïntroduceerd mag worden bij culturen die de Warpmotor nog niet uitgevonden hebben. Deze aflevering gaat over de gevolgen als dit wel gedaan wordt.

## Acteurs

### Hoofdrollen
- Scott Bakula als kapitein Jonathan Archer
- John Billingsley als dokter Phlox
- Jolene Blalock als overste T'Pol
- Dominic Keating als luitenant Malcolm Reed
- Anthony Montgomery als vaandrig Travis Mayweather
- Linda Park als vaandrig Hoshi Sato
- Connor Trinneer als overste Charles "Trip" Tucker III

### Gastacteurs
- Francis Guinan als Gosis
- Tim Kelleher als Pell
- Dennis Cockrum als barman

### Bijrollen

#### Bijrollen met vermelding in de aftiteling
- Brian Reddy als Dokter Temec

Jason Waters als buitenaardse soldaat

#### Bijrollen zonder vermelding in de aftiteling
- Ron Balicki als buitenaardse soldaat
- Solomon Burke junior als bemanningslid Billy
- Evan English als bemanningslid Tanner
- Aldric Horton als bemanningslid van de Enterprise
- Joseph Jagatic als buitenaardse soldaat
- Paul Zies als buitenaardse soldaat

### Stuntmannen en stuntdubbels
- John Dixon als stuntdubbel voor Tim Kelleher